# Queenstown (Nueva Zelanda)
Queenstown es una población de la región de Otago en el suroeste de la isla Sur de Nueva Zelanda. Está ubicada en un entrante de tierra en el lago Wakatipu, que es un lago de forma alargada y del que hay vistas espectaculares desde las montañas vecinas.
Existen varios relatos apócrifos para explicar el porqué del nombre de la localidad, el más popular cuenta que un buscador de oro local exclamó que la ciudad era "digna de la Reina Victoria". En la actualidad la ciudad es conocida como destino turístico, dedicado en especial al deporte de aventura y al esquí. Es un destino popular tanto para jóvenes viajeros extranjeros como para los turistas neozelandeses.
Queenstown es el mayor núcleo de población de Otago Central y, pero para algunos fines administrativos (tales como atención médica primaria) cuenta como parte de Southland. Según el censo de 2011, la población residente habitual en el área urbana de Queenstown (que incluye Frankton y Kelvin Heights) es de 16 600 habitantes, con un incremento del 22.1 % desde 2001.
Entre las poblaciones y distritos próximos se encuentran Arrowtown, Wanaka, Alexandra y Cromwell. Las ciudades más cercanas son Dunedin e Invercargill.
El distrito llamado Queenstown-Lakes District ocupa una superficie de 8 704,97 km² sin tener en cuenta sus lagos interiores (lago Hawea, lago Wakatipu y lago Wanaka). Según el censo de 2011 la población del distrito es de 29 200 residentes habituales.

## Turismo

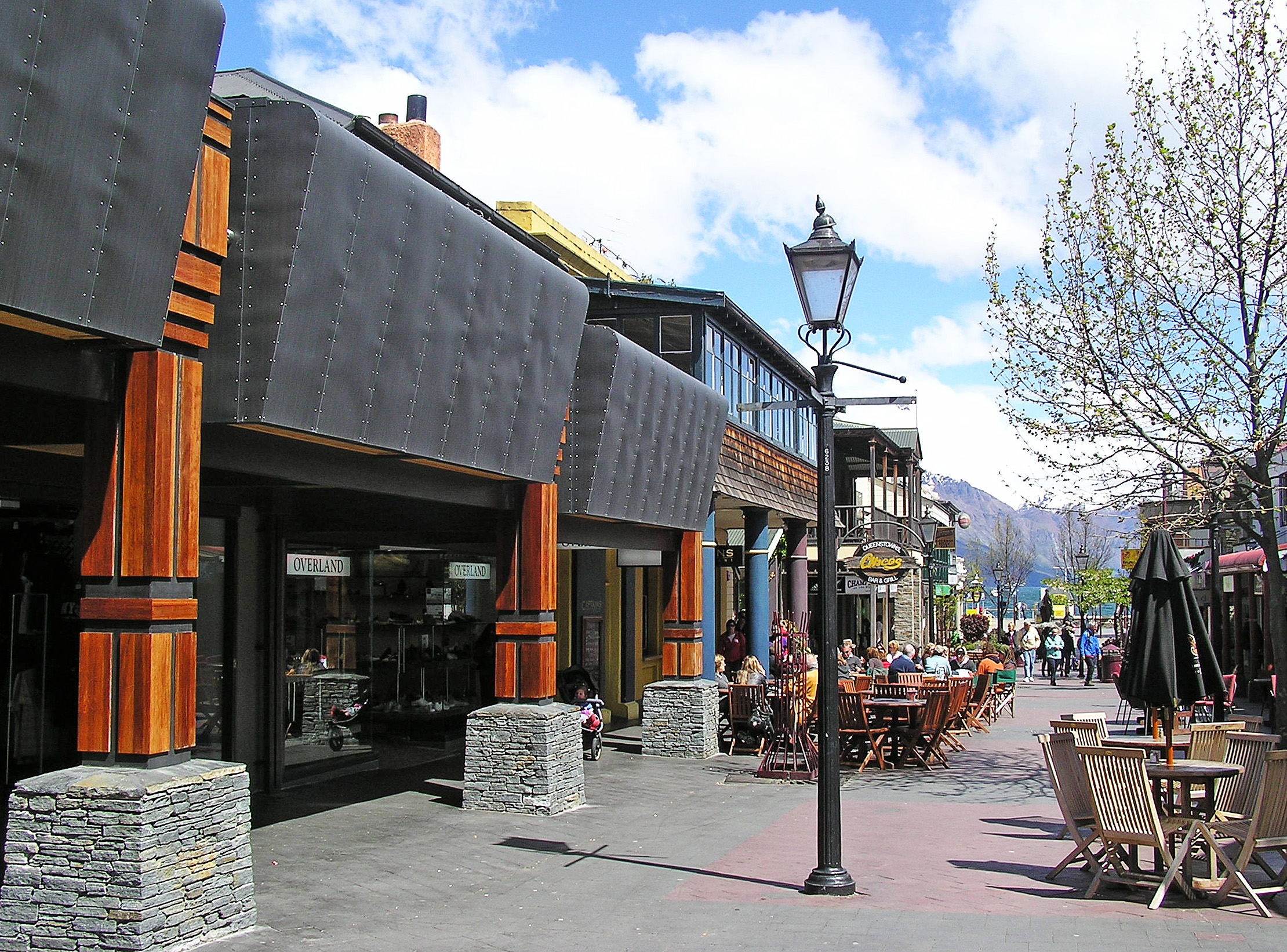
Queenstown Mall.

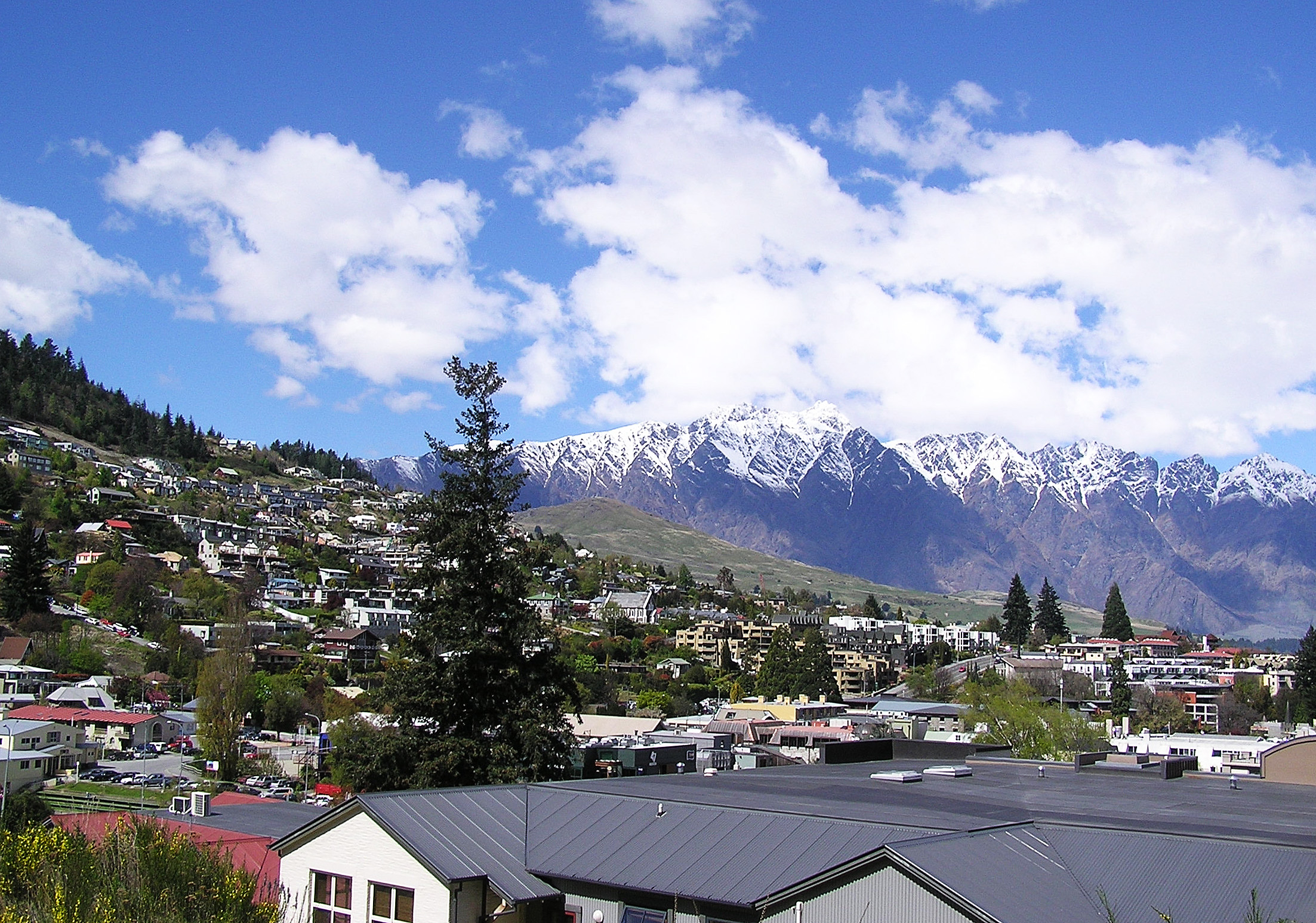
Queenstown y las montañas Remarkable.

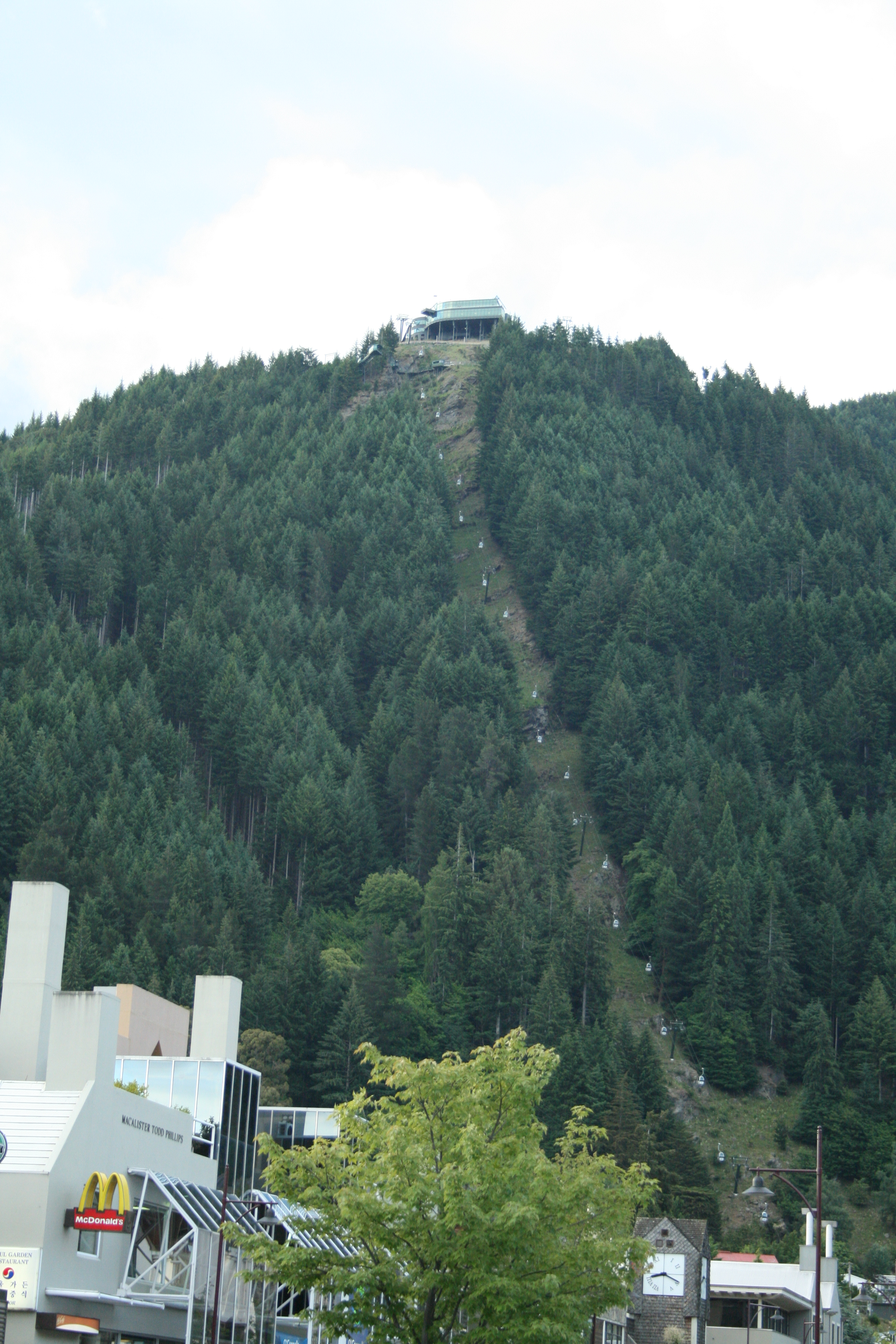
Teleférico.

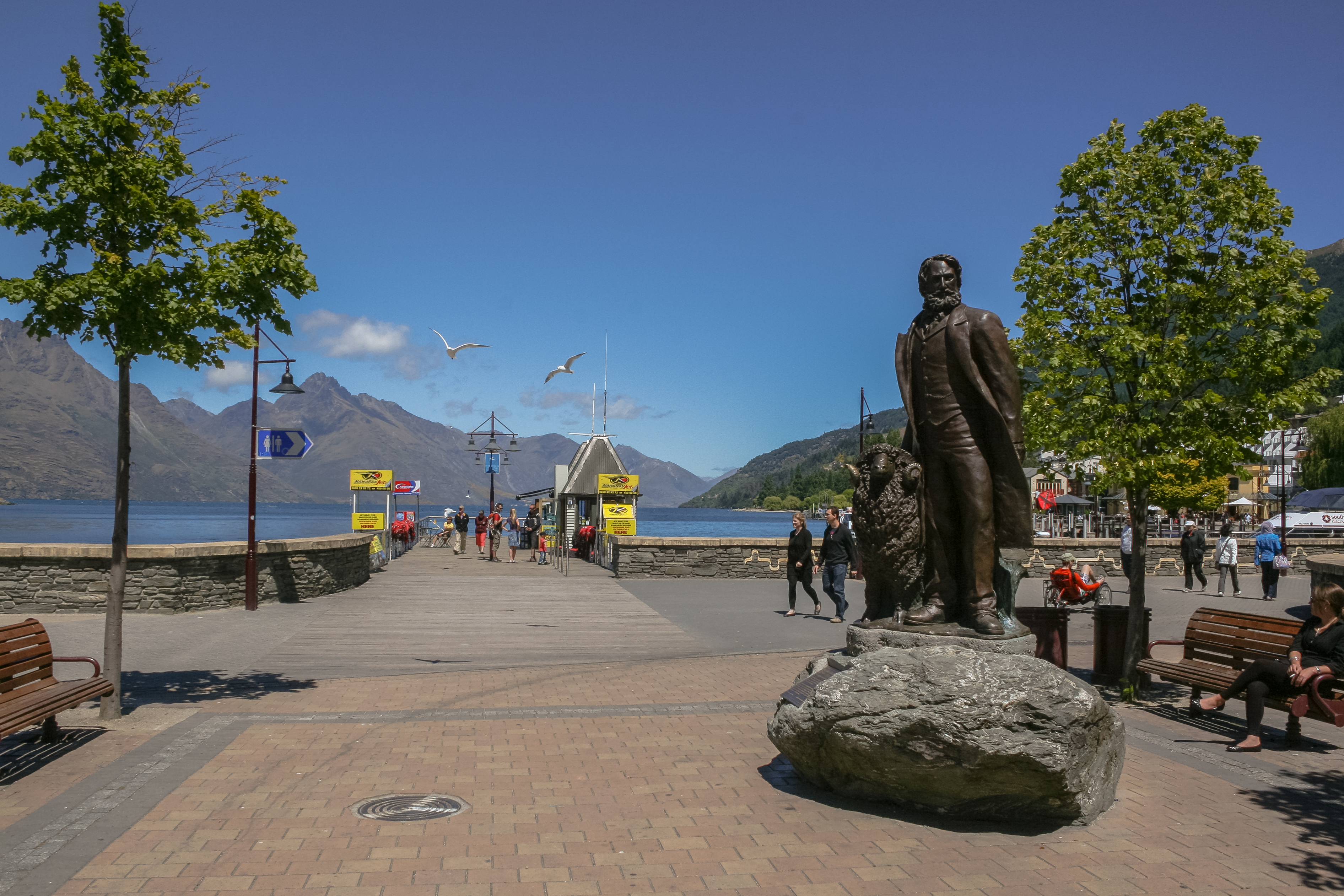
Estatua de William Gilbert Rees.

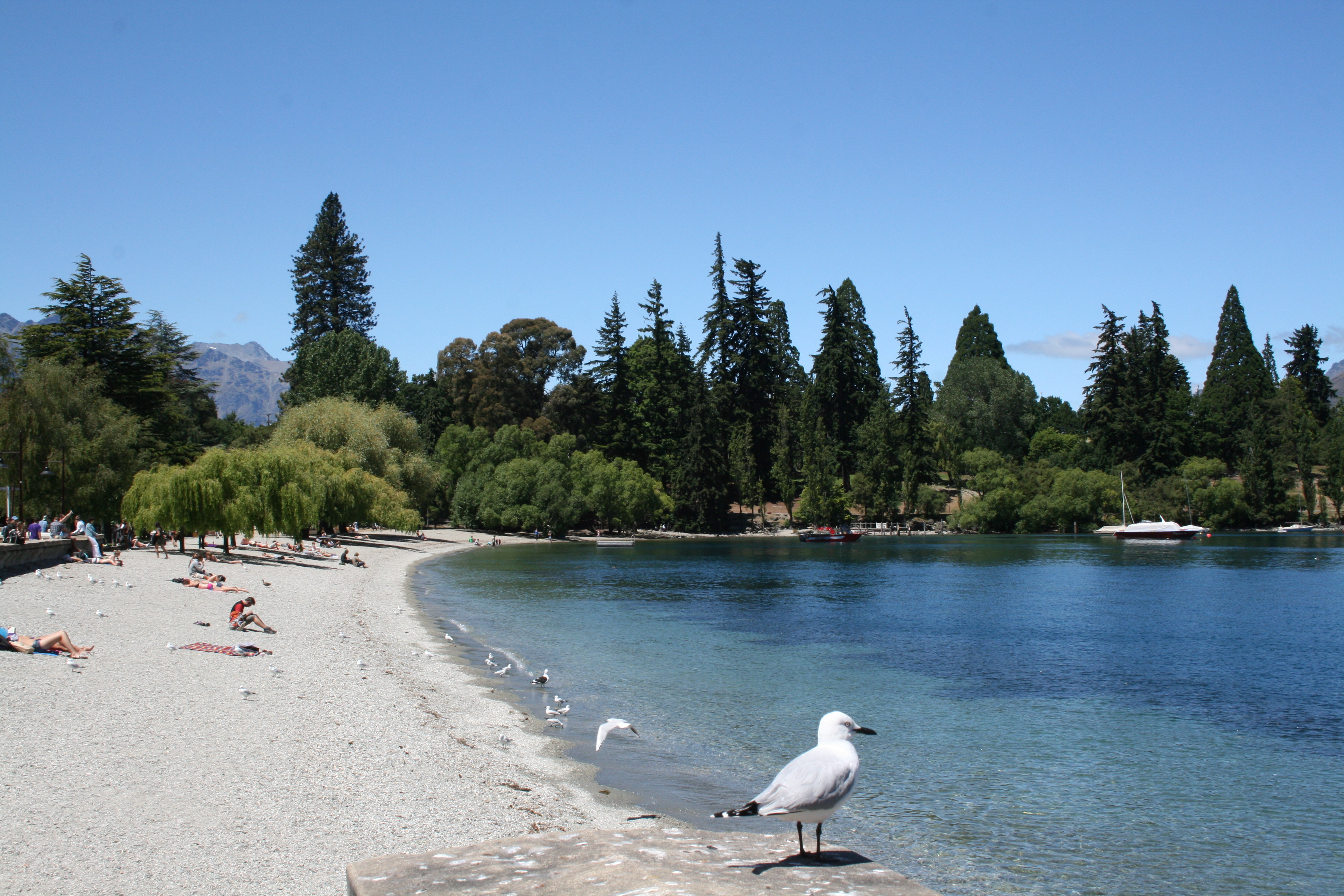
Playa de Queenstown.

Esta ciudad es afamada por la variedad de actividades que ofrece, desde el descanso hasta la práctica de deportes extremos. En las agitadas aguas del río se practica salto en bungy, rafting, jetboating y surf por el río.
Queenstown es uno de los principales destinos para los deportes de invierno en Nueva Zelanda, al que gente de todo el país y muchos lugares del mundo acude para disfrutar de la nieve en sus cuatro estaciones de esquí (Cardrona Alpine Resort, Coronet Peak, The Remarkables y Treble Cone).
En los últimos años los hostales de Queenstown se han convertido en un destino popular entre los jóvenes australianos y estadounidenses. Queenstown ofrece turismo de aventura durante el día y un ambiente nocturno vibrante.
Queenstown disfruta de reputación como uno de los grandes centros de la cocina y el vino de Nueva Zelanda. La histórica localidad vecina de Arrowtown dispone de excelentes restaurantes y bares y Queenstown se encuentra cerca de la región productora de vinos de Otago Central, la más meridional del mundo.
Queenstown se ha ganado el sobrenombre de 'Capital Mundial de la Aventura'.
El Aeropuerto de Queenstown mantiene vuelos regulares a Auckland, Christchurch y Sídney durante todo el año y a Wellington, Melbourne y Brisbane en temporada.

### Atracciones
- Lago Wakatipu - TSS Earnslaw
- Deporte de aventura, jetboat, bungy jump, esquí, esquí acuático, barranquismo, sky diving, mountain biking, paragliding

Panorama de los Remarkables hacia el aeropuerto de Queenstown Airport, con Queenstown al fondo.

- Golf (Millbrook Resort)
- Cricket
- Skyline (funicular) y luge
- Festival de invierno

## Clima
Queenstown se encuentra en una zona de clima alpino con inviernos de cielos azules claros y montañas cubiertas de nieve. En el verano los días son largos y templados, las temperaturas pueden alcanzar los 30 °C (2007/2008).
| Parámetros climáticos promedio de Queenstown Aeropuerto (normales 1981–2010, extremos 1968-presente) | Parámetros climáticos promedio de Queenstown Aeropuerto (normales 1981–2010, extremos 1968-presente) | Parámetros climáticos promedio de Queenstown Aeropuerto (normales 1981–2010, extremos 1968-presente) | Parámetros climáticos promedio de Queenstown Aeropuerto (normales 1981–2010, extremos 1968-presente) | Parámetros climáticos promedio de Queenstown Aeropuerto (normales 1981–2010, extremos 1968-presente) | Parámetros climáticos promedio de Queenstown Aeropuerto (normales 1981–2010, extremos 1968-presente) | Parámetros climáticos promedio de Queenstown Aeropuerto (normales 1981–2010, extremos 1968-presente) | Parámetros climáticos promedio de Queenstown Aeropuerto (normales 1981–2010, extremos 1968-presente) | Parámetros climáticos promedio de Queenstown Aeropuerto (normales 1981–2010, extremos 1968-presente) | Parámetros climáticos promedio de Queenstown Aeropuerto (normales 1981–2010, extremos 1968-presente) | Parámetros climáticos promedio de Queenstown Aeropuerto (normales 1981–2010, extremos 1968-presente) | Parámetros climáticos promedio de Queenstown Aeropuerto (normales 1981–2010, extremos 1968-presente) | Parámetros climáticos promedio de Queenstown Aeropuerto (normales 1981–2010, extremos 1968-presente) | Parámetros climáticos promedio de Queenstown Aeropuerto (normales 1981–2010, extremos 1968-presente) |
| Mes                                                                                                  | Ene.                                                                                                 | Feb.                                                                                                 | Mar.                                                                                                 | Abr.                                                                                                 | May.                                                                                                 | Jun.                                                                                                 | Jul.                                                                                                 | Ago.                                                                                                 | Sep.                                                                                                 | Oct.                                                                                                 | Nov.                                                                                                 | Dic.                                                                                                 | Anual                                                                                                |
| --- | --- | --- | --- | --- | --- | --- | --- | --- | --- | --- | --- | --- | --- |
| Temp. máx. abs. (°C)                                                                                 | 33.4                                                                                                 | 32.2                                                                                                 | 30.0                                                                                                 | 25.1                                                                                                 | 21.3                                                                                                 | 19.4                                                                                                 | 17.0                                                                                                 | 19.7                                                                                                 | 23.3                                                                                                 | 26.0                                                                                                 | 28.5                                                                                                 | 30.0                                                                                                 | 33.4                                                                                                 |
| Temp. máx. media (°C)                                                                                | 21.7                                                                                                 | 21.5                                                                                                 | 18.7                                                                                                 | 15.1                                                                                                 | 11.5                                                                                                 | 8.3                                                                                                  | 7.7                                                                                                  | 9.9                                                                                                  | 12.9                                                                                                 | 15.3                                                                                                 | 17.6                                                                                                 | 19.8                                                                                                 | 15.0                                                                                                 |
| Temp. media (°C)                                                                                     | 15.7                                                                                                 | 15.4                                                                                                 | 13.0                                                                                                 | 9.6                                                                                                  | 6.7                                                                                                  | 3.9                                                                                                  | 3.1                                                                                                  | 5.0                                                                                                  | 7.6                                                                                                  | 9.8                                                                                                  | 11.9                                                                                                 | 14.1                                                                                                 | 9.7                                                                                                  |
| Temp. mín. media (°C)                                                                                | 9.7                                                                                                  | 9.3                                                                                                  | 7.3                                                                                                  | 4.2                                                                                                  | 2.0                                                                                                  | -0.6                                                                                                 | -1.6                                                                                                 | 0.1                                                                                                  | 2.3                                                                                                  | 4.3                                                                                                  | 6.2                                                                                                  | 8.4                                                                                                  | 4.3                                                                                                  |
| Temp. mín. abs. (°C)                                                                                 | 0.3                                                                                                  | 0.5                                                                                                  | -1.6                                                                                                 | -4.5                                                                                                 | -8.8                                                                                                 | -10.3                                                                                                | -8.9                                                                                                 | -7.8                                                                                                 | -5.0                                                                                                 | -4.2                                                                                                 | -2.1                                                                                                 | -0.4                                                                                                 | -10.3                                                                                                |
| Precipitación total (mm)                                                                             | 63.9                                                                                                 | 48.1                                                                                                 | 52.7                                                                                                 | 56.0                                                                                                 | 70.1                                                                                                 | 72.1                                                                                                 | 49.2                                                                                                 | 68.7                                                                                                 | 66.8                                                                                                 | 65.6                                                                                                 | 67.6                                                                                                 | 76.4                                                                                                 | 757.2                                                                                                |
| Días de precipitaciones (≥ 1.0 mm)                                                                   | 7.2                                                                                                  | 6.2                                                                                                  | 7.4                                                                                                  | 7.4                                                                                                  | 9.0                                                                                                  | 9.2                                                                                                  | 6.9                                                                                                  | 9.1                                                                                                  | 8.5                                                                                                  | 8.8                                                                                                  | 7.6                                                                                                  | 9.6                                                                                                  | 96.9                                                                                                 |
| Horas de sol                                                                                         | 230.3                                                                                                | 207.3                                                                                                | 187.0                                                                                                | 145.4                                                                                                | 87.8                                                                                                 | 71.8                                                                                                 | 88.3                                                                                                 | 120.0                                                                                                | 153.6                                                                                                | 197.7                                                                                                | 216.6                                                                                                | 223.5                                                                                                | 1929.2                                                                                               |
| Humedad relativa (%)                                                                                 | 70.2                                                                                                 | 74.3                                                                                                 | 75.8                                                                                                 | 78.4                                                                                                 | 81.1                                                                                                 | 83.8                                                                                                 | 83.3                                                                                                 | 80.5                                                                                                 | 73.1                                                                                                 | 70.9                                                                                                 | 67.5                                                                                                 | 69.4                                                                                                 | 75.7                                                                                                 |
| Fuente n.º 1: NIWA Climate Data                                                                      | | | | | | | | | | | | | |
| Fuente n.º 2: CliFlo                                                                                 | | | | | | | | | | | | | |

## Transporte
El aeropuerto de Queenstown fue mejorado en la década de 1990 para que pudiera recibir vuelos internacionales desde Australia. Debido al crecimiento sostenido, la terminal fue ampliada en 2005 y 2006. El aeropuerto recibe vuelos regulares desde Auckland, Wellington y Christchurch. Air New Zealand y Qantas también operan vuelos internacionales desde Brisbane, Melbourne y Sídney, con mayor frecuencia durante la temporada de esquí. El aeropuerto de Queenstown es la base de helicópteros más activa de Nueva Zelanda y también se utiliza para vuelos escénicos, especialmente a Milford Sound y el Monte Cook.
El principal acceso por carretera a Queenstown es por la SH6, que va desde Cromwell a través de la garganta del Kawarau Gorge hasta Frankton, donde una conexión de 9-km (la SH6A) conduce a Glenorchy Road. La SH6 continúa hacia el sur, cruzando el río Kawarau antes de seguir descendiendo hacia la orilla oriental del lago Wakatipu y Kingston antes de aparecer en las llanuras de Southland. Una ruta complicada que pasa por Crown Range conduce al aeródromo de Cardrona skifield y Wanaka, y es la carretera asfaltada a mayor altitud en Nueva Zelanda.
Queenstown es el punto de salida de numerosas excursiones al Milford Sound.

## Ciudades hermanadas
- Massuda (Shimane, Japón)
- Aspen (Colorado, Estados Unidos)
- San Carlos de Bariloche (Río Negro, Argentina)
- Las Leñas (Mendoza, Argentina)